# Sheridan, Arkansas
Sheridan là một thành phố thuộc quận Grant, tiểu bang Arkansas, Hoa Kỳ. Năm 2010, dân số của thành phố này là 4603 người.

## Dân số
- Dân số năm 2000: 3872 người.
- Dân số năm 2010: 4603 người.